# قطعنامه ۱۰۵۷ شورای امنیت
قطعنامه ۱۰۵۷ شورای امنیت سازمان ملل متحد که در تاریخ ۳۰ مه ۱۹۹۶ تصویب شد، سندی بین‌المللی دربارهٔ بررسی وضعیت خاورمیانه است. این قطعنامه طی نشست ۳۶۶۹ام با ۱۵ رای موافق، ۰ مخالف و ۰ ممتنع تصویب شد.